# 田上恵美子
田上 恵美子（本来は惠美子）（たのうえ えみこ、1955年 - ）は、日本のガラス工芸家。兵庫県神戸市出身。大阪府豊中市在住。立命館大学文学部哲学科心理学専攻卒業。言語聴覚士として働くかたわらガラスによる「とんぼ玉」、「コアガラス」等の創作に取り組む。

## 主な入選歴・展歴
- 伊丹国際クラフト展（1996～2004年）
- 大阪工芸展　大阪府知事賞・奨励賞・協会長賞（1998～2004年）
- 日本現代ガラス展 能登島（2002年）
- GLASS CRAFT TRIENNALE 田崎真珠賞・大賞（2001・2004年）
- 現代ガラス大賞展 富山（2005年）
- KOGANEZAKI 現代ガラス展（2003・2006年）
- 日本ジュエリーアート展（2006年）
- 京都工芸ビエンナーレ（2008年）